# Kostel Neposkvrněného početí Panny Marie (Svatava)
Kostel Neposkvrněného početí Panny Marie je římskokatolický ve Svatavě v okrese Sokolov v Karlovarském kraji. Od roku 2014 je areál kostela spolu s farou chráněn jako kulturní památka České republiky. V těsné blízkosti kostela stojí socha svatého Floriána, prohlášená kulturní památkou roku 1991. Ta však stála původně v místní části Davidov. Socha je dílem loketského sochaře Johanna Wildta.

## Historie
Roku 1850 se stala Svatava samostatnou obcí a roku 1903 byla povýšena na městys. Kostel však v obci chyběl. Na stavbě kostela měla zájem celá obec, a tak byl roku 1908 založen spolek pro výstavbu kostela. Nedostatek peněz a poté první světová válka však posunuly počátek výstavby. Pozemek pro stavbu byl zakoupen 23. května 1923 a základní kámen byl položen 5. srpna 1923. K vysvěcení kostela došlo 26. října 1924. Světitelem byl pomocný biskup pražský Georg Glosauer. Patrová budova fary na jihozápadní straně kostela byla postavena o dva roky později.

## Architektura
Kostel je jednolodní obdélnou novogotickou stavbou uzavřenou polygonálním presbytářem, odděleným od lodi náznakem příčné lodi. Po obou stranách presbytáře byla v místě kontaktu s příčnou lodí přistavěna vždy jedna nižší kaple. Jedna z kaplí má funkci sakristie. Nad západním průčelím se tyčí hranolová věž s polygonální jehlancovou střechou. V průčelí kostela je věž naznačena jen v podobě rizalitu. Vysoký vstupní portál je zakončený trojúhelníkovým tympanonem s rozetou a po stranách zarámovaný náznaky čtyřbokých sloupů. Loď má sedlovou střechu, stěny lodi jsou po stranách prolomeny vždy čtyřmi vysokými okny. Výsledná podoba kostela se liší od původních plánů, zejména hlavní průčelí mělo být zastřešené a také zastřešení věže mělo být členitější, blíže gotické architektuře. Kostel i fara tvoří slohově jednotný celek. Kostel je originálním spojením gotické tematiky se secesními detaily. Fara je jednoduchá budova se secesními detaily na fasádě a v interiéru.

## Interiér

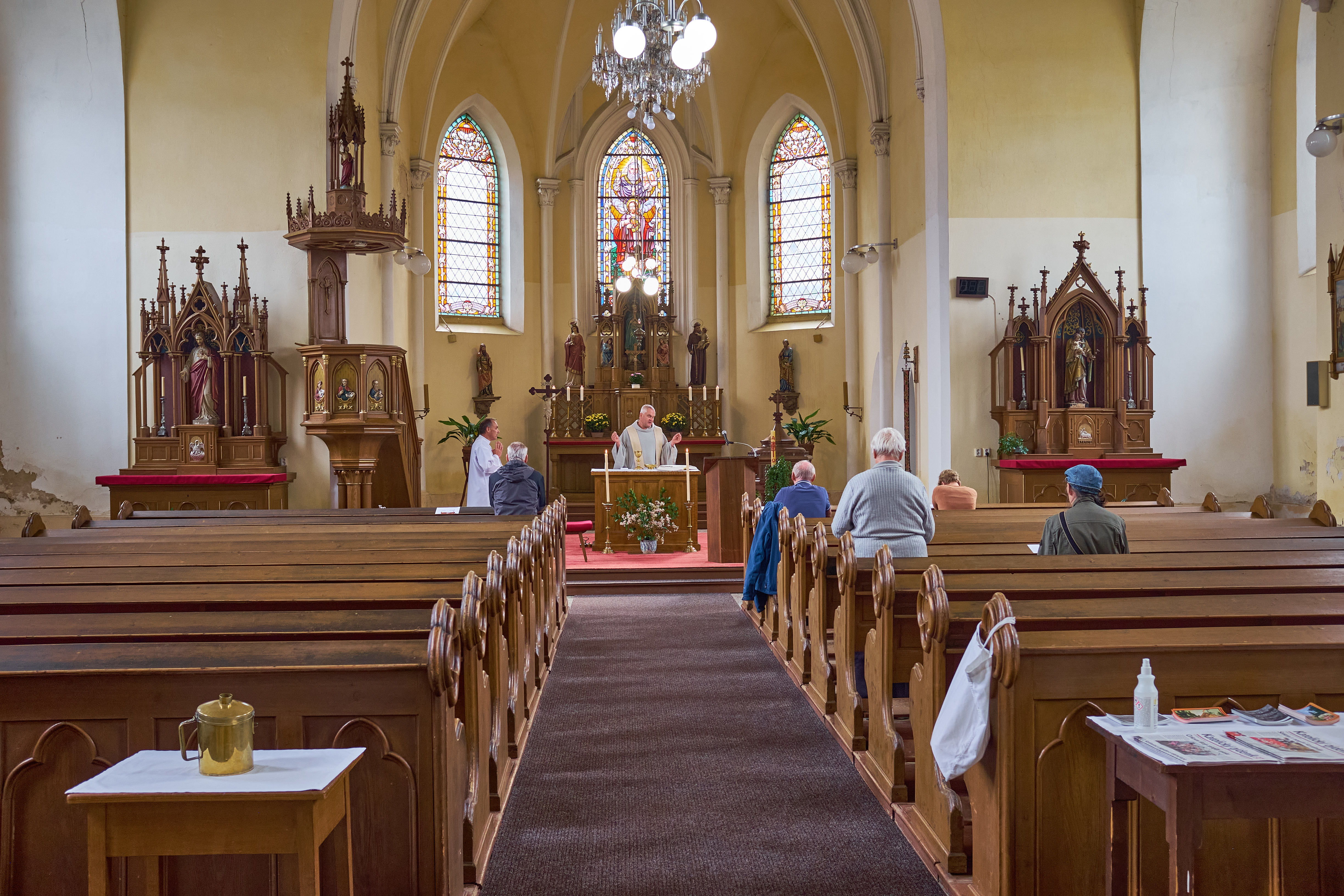
Interiér kostela

Hlavní loď je zastropena dřevěným omítaným podhledem se šikmými boky. Od presbytáře je oddělena lomeným triumfálním obloukem. Vlastní presbytář je křížově sklenut se štukovými konzolami a dekorativním žebrovím. Celou šíři vstupního prostoru zaujímá empora s varhanami, jejichž umělecké ztvárnění navrhl architekt Anton Schneider. Do krovu kostela vede točité litinové schodiště. Veškeré zařízení kostela bylo pořizováno v době jeho stavby. Hlavní oltář se sochou Panny Marie i sochy sv. Barbory a sv. Antonína Paduánského po stranách retabula jsou díla z první čtvrtiny 20. století. Shodného stáří jsou i postranní oltáře Nejsvětějšího srdce Páně, na evangelní straně a sv. Josefa na epištolní straně. To se týká i menších postranních oltářů v zadní části lodě, oltáře sv. Jana Nepomuckého a sv. Terezie z Lisieux. Ve shodném stylu je rovněž kazatelna s řezbami čtyř evangelistů, křtitelnice a další části mobiliáře.
Veškeré vybavení kostela pochází z některých známých tyrolských firem, které se specializovaly na sakrální stavby. Rovněž ostatní sochařská výzdoba, převážně z polychromovaného dřeva, pochází z počátku 20. století. Interiér je zdoben třemi vitrážemi z dílny Richarda Schleina z Hrádku nad Nisou. V presbytáři se nachází vitráž Nejsvětější Trojice, v lodi vitráže sv. Kateřiny a sv. Anežky Římské.